# Remigia diplocyma
Remigia diplocyma là một loài bướm đêm trong họ Erebidae.